# ギンユゴイ
ギンユゴイ（学名：Kuhlia mugil）は、ユゴイ科に分類される魚の一種。別名「ミキュー」、「ミコ」。インド太平洋に分布する。

## 分布
紅海、東アフリカ海岸からインド太平洋を経て、東は東太平洋のクリッパートン島、ココ島、レビジャヒヘド諸島、北は南日本、南はオーストラリアまで分布する。日本では伊豆・小笠原諸島、茨城県以南の太平洋岸、東シナ海沿岸、琉球列島から知られる。オーストラリアではトレス海峡からニューサウスウェールズ州のシール・ロックス、タスマン海のロード・ハウ島とノーフォーク島、インド洋のココス諸島とクリスマス島に分布する。東太平洋では、バハ・カリフォルニア半島の先端と、コスタリカからコロンビアまでの海岸沿いに分布する。マルキーズ諸島、ハワイ諸島、イースター島、ピトケアン諸島、ジョンストン環礁での記録は無い。

## 形態
眼は大きく、口は斜めで下顎が突き出ており、体は側扁した楕円形である。体は適度に大きな櫛鱗で覆われている。体色は銀色で、体側面の背側が青みがかるか、茶色がかるか、黄色がかることがある。尾鰭には5本の暗色の縦帯が白い帯と交互に並ぶ。背鰭軟条部の縁にも暗色の帯があり、先端は白い。吻端は黒みがかる。背鰭には深い切れ込みがある。背鰭は10棘と 10-11軟条から、臀鰭は3棘と10-12軟条から成る。体長は通常20cm程度だが、大型個体は40cmに達する。

## 生態
水深3-18mの岩礁に生息し、密集した群れを形成する。幼魚はタイドプールで見られる。河口にも生息するが、淡水へ進出した例はない。夜行性であり、主に動物プランクトンや小魚、甲殻類を捕食する。

## 人との関わり
食用、餌用、観賞用に捕獲される。揚繰網、刺網、釣りで捕獲される。揚げ物などのほか、塩漬けや干物などにも利用される。